# Torgueda
Torgueda es una freguesia portuguesa del concelho de Vila Real, con 13,78 km² de superficie y 1.583 habitantes (2001). Su densidad de población es de 114,9 hab/km².